# Lord-lieutenant du Peeblesshire
Ceci est une liste de personnes qui ont servi comme Lord Lieutenant du Peeblesshire. L'office a été supprimé en 1975, et remplacé par le Lord Lieutenant de Tweeddale.
- Alexander Murray, 7e Lord Elibank 12 mai 1794 – 24 septembre 1820
- Francis Douglas (8e comte de Wemyss) 10 janvier 1821 – 28 juin 1853
- Francis Wemyss-Charteris (9e comte de Wemyss) 10 août 1853 – 1880
- Colin James Mackenzie 20 avril 1880 – 9 avril 1996
- Montolieu Oliphant-Murray (1er vicomte Elibank) 22 mai 1896 – 1908
- Edward Tennant (1er baron Glenconner) 23 juillet 1908 – 21 novembre 1920
- Thomas Gibson-Carmichael, 1er baron Carmichael 2 avril 1921 – 16 janvier 1926
- Sir Michael Thorburn 20 février 1926 – 29 août 1934
- Gideon Oliphant-Murray 2e vicomte Elibank 5 janvier 1935 – 1945
- Lt Col William Thorburn 30 juillet 1945 – 1956
- Sir Ronald Thomson 3 février 1956 – 1968
- Sir Robert Scott 9 octobre 1968 – 1975
- Scott est devenu Lord Lieutenant de Tweeddale